# Greg Stafford

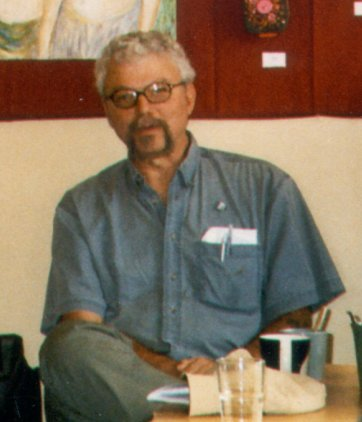
Greg Stafford (2005)

Francis Gregory Stafford (* 9. Februar 1948 in Waterbury, Connecticut; † 11. Oktober 2018 in Arcata, Kalifornien) war ein amerikanischer Spieleautor, Herausgeber und, nach eigenen Angaben, praktizierender Neo-Schamane.

## Leben und Werk
Stafford war der Erfinder der Fantasywelt Glorantha und ein einflussreicher Autor von Pen-&-Paper-Rollenspielen. Sein Interesse an fantastischen Spielen wurzelte in einer jugendlichen Faszination für Mythologie. Greg Stafford begann mit dem Spielen von Konfliktsimulationen, nachdem er eine Kopie des Avalon-Hill-Spiels U-Boat erworben hatte. 1966 begann er als Erstsemester am Beloit College Texte über Glorantha zu schreiben. Nach der Zurückweisung eines Verlags entwickelte Stafford die Konfliktsimulation White Bear and Red Moon, die in Glorantha spielt. Nach drei weiteren erfolglosen Versuchen, das von ihm entwickelte Spiel zu veröffentlichen, gründete er Chaosium. White Bear and Red Moon (1975) war das erste von Chaosium veröffentlichte Spiel. Stafford schrieb in dieser Zeit auch die Spiele Nomad Gods, Elric (1977) und King Arthur's Knights (1978).
Stafford wollte die Welt Glorantha in einem Pen-and-Paper-Rollenspiel erfahrbar machen. Dieser Plan mündete in Steve Perrins RuneQuest (1978), welches in Glorantha angesiedelt war. Stafford und Lynn Willis vereinfachten die RuneQuest-Regeln in das Basic Role-Playing (1980) Rollenspiel mit nur 16 Seiten. Er schrieb das Miniaturenspiel Merlin. Stafford hielt sein 1985 veröffentlichtes Rollenspiel King Arthur Pendragon für sein wichtigstes Werk. Er war Mitautor des Ghostbusters-Rollenspiels. Stafford schrieb das Prince-Valiant-Rollenspiel, das 1989 veröffentlicht wurde und starke narrative Elemente und andere Innovationen enthielt. Stafford entschied sich dazu, eine Romanreihe zu Cthulhus Ruf zu produzieren, nachdem ihm klar geworden war, dass viele Lovecraft-Fans der frühen 1990er Jahre niemals Lovecrafts Geschichten gelesen hatten, sondern diese nur durch das Rollenspiel Cthulhus Ruf kannten.
Stafford verließ Chaosium im Jahr 1998 und behielt alle Rechte für Glorantha. Kurz darauf gründete er die Spielefirma Issaries. Stafford war Co-Designer des Computerspiels King of Dragon Pass. Stafford überzeugte Robin Laws, ein neues Spiel, das in Glorantha spielt, zu erschaffen. Es wurde als Hero Wars im Jahr 2000 als das erste Produkt für Issaries veröffentlicht. Stafford veröffentlichte die zweite Edition 2003 unter dem ursprünglich von ihm erfundenem Namen HeroQuest, nachdem Milton Bradleys Markenrechte an diesem Namen erloschen waren. Stafford zog 2004 nach Mexiko und stellte die Produktion bei Issaries ein. Als die Hasbro-Markenrechte für RuneQuest ausliefen, übertrug Stafford diese an Mongoose Publishing, die 2006 eine neue Version der Regeln veröffentlichten. Nachdem White Wolf die Rechte an Pendragon erworben hatte, veröffentlichte deren ArtHaus-Reihe 2006 The Great Pendragon Campaign, eine von Stafford geschriebene, sehr umfangreiche Rollenspielkampagne, die im mythischen Britannien König Artus zwischen den Jahren 485 und 566 angesiedelt ist. Nachdem Nocturnal Games die Rechte an Pendragon, erworben hatte, schrieb Stafford die Version 5.1 von Pendragon (2010).
1999 bezeichnete das Magazin Pyramid Greg Stafford als eine der „einflussreichsten Personen des Jahrtausends, zumindest im Reich der Abenteuerspiele“.
Im Juni 2015 wurde bekanntgegeben, dass Greg Stafford und Sandy Petersen zu Chaosium Inc. zurückkehren; Stafford fungierte als Präsident und Geschäftsführer.
Stafford war praktizierender Neo-Schamane und Mitglied der Redaktion von Shaman’s Drum, einer Zeitschrift dieser Glaubensrichtung. Er veröffentlichte einige kurze Artikel zum König-Arthus-Mythos. Stafford lebte 18 Monate in Mexiko und arbeitete dort als Englischlehrer.
Im Oktober 2018 starb er in seinem Haus in Arcata, Kalifornien.